# Cervone, Krîvîi Rih
Cervone (în ucraineană Червоне) este localitatea de reședință a comunei Cervone din raionul Krîvîi Rih, regiunea Dnipropetrovsk, Ucraina.

## Demografie
Componența lingvistică a localității Cervone
     Ucraineană (91,76%)
     Rusă (7,88%)
Conform recensământului din 2001, majoritatea populației localității Cervone era vorbitoare de ucraineană (91,76%), existând în minoritate și vorbitori de rusă (7,88%).